# Egerek és emberek (film, 1992)
Az Egerek és emberek (eredeti cím: Of Mice and Men) 1992-ben bemutatott amerikai történelmi filmdráma, melynek rendezője, producere és főszereplője Gary Sinise. A forgatókönyvet Horton Foote írta, John Steinbeck 1937-es azonos című novellájának adaptációjaként. További fontosabb szerepekben John Malkovich, Casey Siemaszko, John Terry, Ray Walston, Joe Morton és Sherilyn Fenn látható.
Világpremierje az 1992-es cannes-i filmfesztiválon volt, ahol Sinise-t rendezőként Arany Pálmára jelölték. Az amerikai mozikban 1992. október 2-án mutatták be, pozitív kritikai visszajelzések mellett.

## Cselekmény
A történet a nagy gazdasági világválság idején játszódik. Az éles eszű George Milton és átlag feletti erejű, de szellemileg visszamaradott barátja, Lennie Small menekülni kényszerül korábbi munkaadójától. Lennie-t ugyanis nemi erőszak kísérletével vádolták meg, miután megragadta egy fiatal nő ruháját (mivel a férfi szeret puha dolgokat tartani a kezében). A Soledad közelében fekvő Tyler Ranchra utaznak, új munka reményében.
Útközben a buszsofőr átveri őket és gyalog kell a farmra menniük, az erdőben töltve az éjszakát. George vonakodva ismét megosztja Lennie-vel álmát: egy nap saját földet akar, ahol nyulakat tenyészthetnek. Arra kéri barátját, ha bajba keveredne, rejtőzködjön el a bozótban és várja meg őt. A Tyler Ranchon a főnök gyanakodva nézi Lennie-t, de George biztosítja afelől, társa kiváló munkaerő. Összebarátkoznak egy öreg, félkezű munkással, Candyvel. A farm vezetőjének kisebbrendűségi komplexusos fia, Curley féltékenyen és ellenségesen méregeti a nála magasabb Lennie-t. Curley vonzó felesége flörtölni kezd velük, George utasítja barátját, hogy kerülje el a nőt.
Megismerkednek közvetlen feletteseikkel, Slimmel és Carlsonnal. Lennie izgatottan arra kéri George-ot, szerezzen neki egy kiskutyát Slim nemrég megellett kutyájától. Egy kemény munkanap után George elégedett Lennie teljesítményével és teljesíti annak kérését. Candy meghallja a két férfi tervét, miszerint földet akarnak venni és hajlandó lenne egy jelentős összeggel beszállni, ha ő is velük tarthat. Curley a többiek szeme láttára megvádolja Slimet, hogy az titokban a feleségével találkozhat. Tehetetlen dühében rátámad a társaival együtt nevető Lennie-re és kegyetlenül összeveri. George biztatására Lennie megvédi magát és emberfeletti erejével összezúzza Curley kezét. Slim ultimátumot ad neki: ha kirúgatja George-ot és Lennie-t, mindenkinek elmondja, hogyan sérült meg. Jó hírnevét féltve Curley beleegyezik és azt hazudja, egy munkagép nyomorította meg.
Curley felesége bevallja magányosságát Lennie-nek, aki szintén elkeseredett, mert akaratlanul megölte kiskutyáját. A nő mesél tönkrement színésznői álmairól és megengedi a puha dolgokat kedvelő férfinak, hogy a haját simogassa. Lennie azonban túlzottan durván ér hozzá, a nő sikoltozni kezd és a férfi – próbálva csendben tartani őt – véletlenül kitöri a nyakát. Az erdőbe menekül, a korábban megbeszélt helyre, miközben Candy rátalál a nő holttestére. Curley vezetésével lincselő tömeg indul Lennie felkutatására. George előbb talál rá, ismét mesél neki közös álmukról, majd főbe lövi őt – megkímélve a felbőszült tömeg kezei közt rá váró kínhaláltól.

## Szereplők
| Szerep           | Színész           | Magyar hang     |
| ---------------- | ----------------- | --------------- |
| George Milton    | Gary Sinise       | Forgács Péter   |
| Lennie Small     | John Malkovich    | Reviczky Gábor  |
| Candy            | Ray Walston       | Kristóf Tibor   |
| Curley           | Casey Siemaszko   | Csuja Imre      |
| Curley felesége  | Sherilyn Fenn     | Orosz Helga     |
| a főnök          | Noble Willingham  | Kardos Gábor    |
| Slim             | John Terry        | Balázsi Gyula   |
| Carlson          | Richard Riehle    | Orosz István    |
| Crooks           | Joe Morton        | Varga T. József |
| buszsofőr        | Mark Boone Junior |                 |
| piros ruhás lány | Moira Harris      |                 |
| Whitt            | Alexis Arquette   | Fekete Zoltán   |

## Eltérések a regénytől
A film számos pontban eltér az alapműtől:
A regényben Lennie jóval nagyobb termetű társainál, míg a filmben ez nem szembetűnő. A film készítői a szereplő gyakori hallucinációit is kihagyták az adaptációból, és kizárólag annak szellemi visszamaradottságára fókuszálnak. Jelentős eltérés a könyvhöz képest Curley feleségének személyisége: míg a könyvben kegyetlennek ábrázolják, aki szándékosan játszadozik Lennie érzéseivel, addig a filmben szimpatikus, tragikus sorsú szereplőként tűnik fel.
A film végkifejlete is másként bontakozik ki: a regényben George sokáig hezitál, mielőtt lelőné barátját, a filmben szinte gondolkodás nélkül végez vele. A gyilkosság utóhatását is kihagyták a filmből, hiszen a könyvben több szereplő is biztosítja George-ot afelől, hogy helyesen cselekedett.

## Fogadtatás

### Kritikai visszhang
A film kritikai elismeréseket szerzett. A Rotten Tomatoes 30 kritikus véleménye alapján 97%-ra értékelte, a szöveges összegzés szerint „Az Egerek és emberek tiszteletben tartja klasszikus forrásanyagát egy jól eljátszott adaptációval, amely erőteljesen összpontosít a történet időtlen témáira.” Roger Ebert a maximális négyből három és fél csillagra értékelte és szintén méltatta a filmet, kiemelve a készítők odafigyelését az eredeti történet részleteinek bemutatására.

## Fordítás
- Ez a szócikk részben vagy egészben  az   Of Mice and Men (1992 film) című angol Wikipédia-szócikk ezen változatának fordításán alapul.  Az eredeti cikk szerkesztőit annak laptörténete sorolja fel. Ez a jelzés csupán a megfogalmazás eredetét és a szerzői jogokat jelzi, nem szolgál a cikkben szereplő információk forrásmegjelöléseként.